# Keibu
Keibu est un village de la commune de Padise du comté de Harju en Estonie.
Au 31 décembre 2011, il compte 42 habitants.